# Ptolemeu I Sóter
Ptolemeu I Sóter (em grego Πτολεμαίος Σωτήρ, transl. Ptolemaíos Sōtér; 366 – 283 a.C.) foi um general macedónio de Alexandre, o Grande que se tornou sátrapa do Egito de 323 a.C. a 283 a.C., fundando a Dinastia Ptolemaica.
Tomou o título de rei a partir de 305 a.C., instituindo então o culto dinástico do rei-salvador (Sóter), de acordo com a tradição dos Faraós egípcios. Recusou-se a pagar tributo ao rei da Macedônia, sucessor de Alexandre Magno. Fundou um império poderoso que, sem conquistas territoriais, manteve um reconhecido esplendor econômico e cultural, firmado em novas e eficazes formas administrativas. Instituiu a capital de sua dinastia em Alexandria, hoje a segunda maior cidade do Egito e uma das cinco maiores cidades da África, cidade fundada por seu predecessor, Alexandre. Nos últimos anos do seu reinado, exerceu co-regência com o filho, seu herdeiro real. Implantou o culto de Serápis e fundou a cidade de Ptolemaida, no Alto Egito.
Sua mãe era Arsinoé da Macedónia, filha de Meleagro, filho de Bocros, filho de Amintas I da Macedónia, descendente de Héracles. Seu pai, oficialmente, era o nobre macedónio Lago (daí o nome de Lágidas, também dado à dinastia que fundou),[carece de fontes?] mas, segundo diziam os macedônios no século II d.C., seu pai era Filipe II da Macedónia, pois sua mãe  estava grávida quando casou-se com Lago. Ptolomeu foi um dos generais de maior confiança de Alexandre, o Grande, sendo um dos sete somatofílax (guardas do corpo) que o deveriam defender.
Era alguns anos mais velho que Alexandre e supõe-se que fosse seu amigo desde a infância, tendo, provavelmente, feito parte do grupo de nobres adolescentes macedónios discípulos de Aristóteles. Teria participado com Alexandre desde as primeiras campanhas, tendo tido um papel importante nas últimas, no Afeganistão e na Índia. Teria sido um dos três oficiais que salvaram a vida ao seu líder na cidade dos Oxidracas.
Nas festividades matrimoniais, em Susa, a 324 a.C., Alexandre o fez casar com a princesa persa Artacama, mas o casamento acabou logo após a morte de Alexandre. Ptolemeu casou-se com Taís de Atenas, a famosa hetera (cortesã) ateniense, companheira de Alexandre nas suas campanhas. De Ptolomeu, Taís teve 3 filhos, Lagos, Leontisco e Irene, que se casaria com o rei Eunosto de Solos, um pequeno reino no Chipre.
Em 321 a.C,[carece de fontes?] Ptolomeu tomou como esposa Eurídice, filha de Antípatro, com quem teve os principes Ptolemeu Cerauno, Meleagro, Argeu, Lisandra e Ptolemaida.
Em 316 a.C, Ptolomeu se casou com sua concubina e também prima de Eurídice, Berenice I, que seria sua esposa principal e futura rainha. Com Berenice, Ptolomeu foi pai de Ptolomeu II Filadelfo, Arsínoe II e Filotera, e adotou [carece de fontes?] os filhos de Berenice de seu primeiro casamento, Magas de Cirene, Antígona e possivelmente Texena, como príncipes da Casa Real Macedônia.

## Politica de Casamentos Diplomáticos
A política de casamentos diplomáticos de Ptolomeu se iniciou através de seu terceiro casamento, com Eurídice, regente da Macedônia, e continuaria através de todas as princesas de sua casa real durante os 300 anos seguintes.
Através de suas filhas, Ptolomeu fez diversos casamentos diplomáticos, selando fortes e importantes alianças com os principais sucessores de Alexandre e com outros reinos helênicos. Vários de seus descendentes diretos se tornaram reis e rainhas dos principais reinos do mundo helênico nos séculos seguintes:
- Irene se casou com o Rei Eunosto de Solos, um pequeno reino do Chipre;
- Antígona, sua enteada, se casou com o Rei Pirro de Epiro,[10] e seu filho Ptolemeu do Epiro[11] viria a ser o sucessor do trono após a morte do pai. Teve também uma filha, que possivelmente se chamou Olímpia;
- Texena, outra enteada, foi a ultima esposa de Agátocles de Siracusa, e após a morte do marido, voltou ao Egito com seus filhos ainda crianças, Arcágatos e Texena. Acredita-se [quem?] que Agátocles e sua irmã Agatocleia, respectivamente 1º ministro e amante de Ptolomeu IV, seriam descendentes de Texena;
- Lisandra se casou primeiro com o rei Alexandre V da Macedónia, filho de Cassandro,[5] mas enviuvaria em menos de um ano, e em seguida se casou com Agátocles, filho de Lisímaco,[12] com quem teria tido vários filhos de nome desconhecido. Lisandra fugiu com os filhos para a corte de Seleuco I Nicátor na Babilônia após a morte de seu marido por traição;
- Ptolemaida se casou com Demétrio Poliórcetes [6] entre os anos 287 e 286 a.C, enviuvando pouco após dar à luz  a seu único [carece de fontes?] filho, Demétrio o belo, herdeiro do trono macedônico e futuro rei da Cirenaica.[13] O filho de Demetrio o belo com a princesa Olimpia de Larissa, Antigono III Doson se tornaria rei da Macedônia. Demétrio e Olimpia de Larissa tiveram mais um filho além de Antigono II, o príncipe Echecrates. A segunda esposa de Demétrio o belo foi a Rainha Berenice de Cirene, que se tornaria Berenice II do Egito. Demétrio foi assassinado por Berenice por ter sido flagrado na cama com a sua propria sogra;
- Arsínoe II se casou 3 vezes, e foi rainha em todas as 3. Seu primeiro marido foi Lisímaco da Trácia, com quem teve 3 filhos, Ptolomeu de Telmesso, Lisímaco e Filipe. Seu segundo marido foi seu meio-irmão Ptolomeu Cerauno. E por último, seu terceiro marido seria seu irmão caçula, Ptolomeu II Filadelfo.[9] Arsinoe II é tida como a segunda mais importante rainha da dinastia ptolemaica, ficando atrás apenas de Cleópatra VII;
- Filotera foi a única filha de Ptolomeu que não se casou. Mas acredita-se que estivesse viva durante o reinado de seus irmãos Ptolomeu II Filadelfo e Arsínoe II.

## Sucessor de Alexandre
Quando Alexandre, o Grande morreu, em 323 a.C., Ptolomeu tornou-se sátrapa do Egito, sob o reinado nominal de Filipe Arideu e do infante Alexandre IV. O anterior sátrapa, o grego Cleómenes de Náucratis, amigo de Pérdicas, manteve-se como seu conselheiro-mor por um curto período de tempo, até ser assassinado por Ptolemeu. Ptolomeu mostrou a sua independência ao decidir subjugar a Cirenaica sem qualquer autorização dos seus supostos superiores.
Por costume, os reis da Macedónia asseguravam o seu direito ao trono procedendo ao sepultamento dos seus predecessores. Provavelmente porque pretendia impedir perdas de tal privilégio, que como regente imperial estava perto de reclamar para si o trono, Ptolomeu enviou esforços para que os restos mortais de Alexandre fossem conduzidos para o templo de Zeus Ámon, em Mênfis, e não para Egas, a capital religiosa da Macedônia, onde Pérdicas os esperava. Ptolomeu enfileirava, assim, de forma aberta, na coligação dos Diádocos contra o regente. Pérdicas rapidamente chegou à conclusão que Ptolomeu era o seu rival mais perigoso no objetivo de ascender ao trono. Entretanto, Ptolomeu executou Cleómenes acusando-o de espionagem a favor de Pérdicas, o que lhe permitiu abstrair-se ainda mais da sua influência, ao mesmo tempo que tomava controlo sobre a enorme soma de riquezas acumuladas por Cleómenes.
Em 321 a.C., Pérdicas invadiu o Egito. Ptolomeu decidiu defender a sua posição ao longo do Nilo, obrigando o seu rival a fazer várias tentativas fracassadas de travessia. Perto de Heliópolis, Pérdicas, com o moral das suas tropas em baixo, teve ainda a infelicidade de perder cerca de 2 mil homens que foram arrastados pelas águas - o que abalou profundamente a reputação do regente,[carece de fontes?] que foi pouco depois assassinado pelos seus subordinados, Antígenes, Seleuco e Peiton. Ptolomeu atravessou, então o Nilo para socorrer e prover de munições o exército que até ao momento fora seu inimigo e que agora lhe oferecia a regência do império - mas recusou a proposta. Ptolomeu manteve-se consistente na sua política de assegurar um poder de base, nunca sucumbindo à tentação de arriscar tudo para suceder a Alexandre.
Nas longas guerras que se seguiram entre os diferentes Diádocos, o primeiro objectivo de Ptolomeu foi sempre manter o Egito seguro em seu poder, mantendo, para isso, o controle das áreas adjacentes, como na Cirenaica e em Chipre, bem como sobre a Síria, incluindo a província da Judeia. A primeira ocupação da Síria ocorreu em 318, ao mesmo tempo que estabelecia um protectorado sobre os subservientes reis de Chipre. Quando Antígono Monoftalmo, senhor da Ásia, em 315, deixou claras as suas ambições políticas, Ptolomeu juntou-se à coligação que contra este se tinha estabelecido, evacuando a Síria quando a guerra deflagrou. Em Chipre, lutou contra os partidários de Antígono, reconquistando o território em (313). Esmagava, entretanto, uma revolta em Cirene.
Em 312 a.C., Ptolomeu e Seleuco, o sátrapa fugitivo da Babilónia, invadiram a Síria e derrotaram Demétrio Poliórcetes, filho de Antígono, na Batalha de Gaza. Ocupava, assim, de novo a Síria e, de novo, evacuou poucos meses depois, quando Demétrio derrotou o seu general em batalha e Antígono entrou em força na Síria.
Em 311 a.C. estabeleceu-se um tratado de paz. Pouco depois, o rei Alexandre IV, apenas com treze anos de idade, foi assassinado na Macedónia, deixando o sátrapa do Egito em estado de independência absoluta. A paz não durou por muito tempo e, em 309 a.C., Ptolomeu comandou pessoalmente uma frota que libertou as cidades costeiras da Lícia e da Cária do poderio de Antígono. Passou, depois, para a Grécia, onde tomou posse de Corinto, Sícion e Mégara (308 a.C.). Em 306 a.C.,[carece de fontes?] uma grande frota, sob as ordens de Demétrio, atacou Chipre, e o irmão de Ptolomeu, Menelau foi derrotado e capturado  na decisiva Batalha de Salamina de Chipre. Seguiu-se a perda completa de Chipre por Ptolomeu.
Os sátrapas Antígono e Demétrio assumiam, assim, o título de reis. Ptolomeu, tal como Cassandro, Lisímaco e Seleuco I Nicátor reagiu fazendo o mesmo. No inverno de 306 a.C.,[carece de fontes?] Antígono tentou repetir a vitória em Chipre, invadindo o Egito; Ptolemeu foi sitiado por terra (Antígono) e por mar (Demétrio). Mas Ptolomeu mostrou-se aí muito mais capaz de defender o seu território, e derrotou as forças invasoras na Batalha de Pelúsio. Ptolomeu não conduziu, contudo, mais quaisquer expedições ultramarinas contra Antígono. Contudo, apoiou Rodes quando foi cercada por Demétrio  em 305 a.C./304 a.C.. Depois do levantamento do cerco, os habitantes de Rodes instituíram uma festividade com o fim de honrar e venerar Ptolomeu como Soter ("salvador").
Quando a coligação contra Antígono foi renovada em 302 a.C., Ptolomeu juntou-se-lhe e invadiu a Síria pela terceira vez, enquanto Antígono defrontava Lisímaco na Ásia Menor. Chegando-lhe a notícia de que Antígono tinha conquistado uma vitória decisiva, voltou a evacuar. Mas quando notícias mais fiáveis chegaram, dando conta da derrota e morte de Antígono, e da vitória de Lisímaco e Seleuco, na Batalha de Ipso, em 301 a.C., Ptolomeu voltou a ocupar a Síria pela quarta vez.
Os outros membros da coligação atribuíam todo o território da Síria a Seleuco, depois do que consideravam ter sido deserção por parte de Ptolomeu. Durante cerca de um século, a questão da posse  do sul da Síria, isto é, a Judeia, ocasionou um clima de constante conflito entre as dinastias Ptolemaica e os Selêucida. A partir de então, Ptolomeu parece ter evitado ao máximo imiscuir-se na rivalidade entre a Ásia Menor e a Grécia. Perdeu, por consequência, o que tinha conquistado na Grécia, mas reconquistou Chipre em 295/294. Cirene, depois de uma série de rebeliões foi, finalmente subjugada em 300 ficando ao cuidado do seu enteado, Magas de Cirene. Estabelecia igualmente a dominação na Palestina e dilatava o seu território a oeste da Líbia.
Em 285 Ptolomeu abdicou a favor de um dos seus filhos mais jovens, de Berenice - Ptolomeu II Filadelfo, que fora co-regente por três anos. O seu filho mais velho e legítimo, Ptolemeu Cerauno, cuja mãe, Eurídice, a filha de Antípatro, havia sido repudiada, pediu refúgio na corte de Lisímaco.
Ptolomeu Sóter morreu em 283 com 84 anos de idade. Reconhecido pela sua sagacidade e precaução, o seu domínio territorial era particularmente coeso e bem  ordenado, depois de quarenta anos de guerras constantes. A sua reputação de liberalidade e bonomia ajudou a fidelizar a instável classe militar de origem macedónia e grega ao seu serviço.
Da mesma forma, parece não ter negligenciado a conciliação com os nativos. Foi um reconhecido patrono das letras, fundando o Museu e a Biblioteca de Alexandria, incentivando a permanência dos sábios gregos na sua cidade de eleição. Ele mesmo foi autor de uma história das campanhas de Alexandre que não sobreviveu até à atualidade e que era particularmente reputada pela sua seriedade, sobriedade e objectividade. Contudo, há quem considere que tal documento intentava, igualmente e de forma propagandística, dar-lhe um protagonismo que, de fato, não tivera. O relato, ainda que não tenha sobrevivido, terá sido a fonte principal para as crônicas compiladas por Arriano de Nicomédia.

## Titulatura
| nswt&bity |

| nswt&bity |

|             |     |                 |
| \| \| \| \| |     |                 |
|             |     |                 |
| C1          | C12 | U21 · N35 · N36 |

| C1 | C12 | U21 · N35 · N36 |

|             |     |                 |
| \| \| \| \| |     |                 |
|             |     |                 |
| C1          | C12 | U21 · N35 · N36 |

| C1 | C12 | U21 · N35 · N36 |

|             |     |                 |
| \| \| \| \| |     |                 |
|             |     |                 |
| C1          | C12 | U21 · N35 · N36 |

| C1 | C12 | U21 · N35 · N36 |

|             |     |                 |
| \| \| \| \| |     |                 |
|             |     |                 |
| C1          | C12 | U21 · N35 · N36 |

| C1 | C12 | U21 · N35 · N36 |

| G39 | N5 | \| \| |
|     |    |       |

|  |

| G39 | N5 | \| \| |
|     |    |       |

|  |

|                      |    |            |     |     |     |
| \| \| \| \| \| \| \| |    |            |     |     |     |
|                      |    |            |     |     |     |
| Q3 · X1              | V4 | E23 · Aa15 | M17 | M17 | S29 |

| Q3 · X1 | V4 | E23 · Aa15 | M17 | M17 | S29 |

|                      |    |            |     |     |     |
| \| \| \| \| \| \| \| |    |            |     |     |     |
|                      |    |            |     |     |     |
| Q3 · X1              | V4 | E23 · Aa15 | M17 | M17 | S29 |

| Q3 · X1 | V4 | E23 · Aa15 | M17 | M17 | S29 |

|                      |    |            |     |     |     |
| \| \| \| \| \| \| \| |    |            |     |     |     |
|                      |    |            |     |     |     |
| Q3 · X1              | V4 | E23 · Aa15 | M17 | M17 | S29 |

| Q3 · X1 | V4 | E23 · Aa15 | M17 | M17 | S29 |

|                      |    |            |     |     |     |
| \| \| \| \| \| \| \| |    |            |     |     |     |
|                      |    |            |     |     |     |
| Q3 · X1              | V4 | E23 · Aa15 | M17 | M17 | S29 |

| Q3 · X1 | V4 | E23 · Aa15 | M17 | M17 | S29 |